# Gradishta (Elbasan)
Gradishta település és régészeti helyszín Albánia középső részén, a Dumreja vidékén, Belsh város közvetlen délkeleti szomszédságában, a Belshi-tó keleti partján. Elbasan megyén belül Belsh község, illetve Belsh alközség települése. Határában a bronzkortól az i. sz. 6. századig lakott erődített kereskedő- és kézművesváros, Illíria egyik legkorábban hellenizálódott települése állt (gyakori megnevezése Gradishta e Belshit).

## Fekvése
Gradishta a Dumreja vagy Hysgjokaj–belshi-dombvidék keleti részén, a 27 hektáros Belshi-tó (Liqeni i Belshit) keleti partján terül el. A mai falutól délkeletre magasodik a Gradishtai-hegy (Maja e Gradishtës, 239 m), ahol a bronzkor végétől a középkor elejéig lakott település romjai találhatóak. A község adminisztratív központja, Belsh a tó megkerülésével alig 1 km-nyire fekszik. Gradishtát átszeli a belsh–kuçovai másodrendű út.

## Történelme
Az 1969 és 1974 között a környéken végzett régészeti ásatások eredményeként kiderült, hogy Gradishta környéke a késő bronzkortól (i. e. 1500–1200) a középkor elejéig, az i. sz. 6. századig lakott volt. A vaskorban a közeli magaslaton egy 8 hektáros területet erős falakkal vettek körbe, ez azonban eleinte csupán ideiglenes védelmül szolgálhatott, mert a népesség még egy darabig továbbra is a környező nyílt településeken élt. Az erődítés az i. e. 8. században népesült be, a régészeti leletek – nagy mennyiségű görög importkerámia – alapján lakóinak már az első évszázadokban élénk kereskedelmi kapcsolata volt a hellén világgal. A régészek szerint Gradishta az i. e. 4. században az illírek közé tartozó parthinok egyik székhelye, fontos protourbán település lehetett, de földrajzi elhelyezkedése folytán – a szintén dél-illíriai Olümpéhoz, Margëlliçhez és Mashkjezához hasonlóan – tárgyi kultúráját már akkor jelentős hellenizációs hatások érték, amikor Illíria görög poliszai, Epidamnosz és Apollónia még fel sem virágzottak. A leletanyag tükrében a város lakói tehetősek, de nem arisztokraták voltak, amiből arra következtetnek, hogy Gradishta fontos kereskedelmi és kézműipari központ lehetett. Az i. e. 2. század, a római uralom kiépülése után a település lassú hanyatlásnak indult, és bár a bizánci fennhatóság alatt, az i. sz. 6. században várát újjáépítették, a település ezt követően elnéptelenedett.

## Régészeti leírása
Noha az erődített település a kisebbek közé tartozott a mai Albánia területéről ismert illír városok sorában, gazdag régészeti leletanyaga jelentősen hozzájárul a korabeli anyagi és kulturális javak elterjedésének megértéséhez. Az i. e. 8–7. századi rétegekben a helyben előállított, egyszerűbb, devolli típusú agyagedények mellett nagy számban képviseltetik magukat a görög kerámiák. Ezek az i. e. 7. század végére a teljes kerámiaanyag mintegy harmadát tették ki. A többnyire geometrikus stílusú kerámiaanyagban megtalálhatóak a számoszi, rhodoszi, khioszi, thaszoszi, korinthoszi, kerkürai amforák, kratérok, oinokhoék, ivókupák és illatszeres tégelyek.
Az illír korszak fontos régészeti lelete az i. e. 4. század közepére vagy második felére keltezett sír, amelyben egy vélhetően magas rangú katonát temettek el. A halott illír típusú fejvértje mellett ebből a sírból ismert Albánia területéről a legkorábbi bronz lábszárvért, emellett az elhunytat gazdagon feldíszítették ékszerekkel, főként ezüst karkötőkkel, brossokkal és csatokkal. A test egyik oldalán vasból készült fegyverek (kard, dárdák és dárdahegyek), másik oldalán bronztál és ivókupa, vörös figurás, fekete mázas epidamnoszi és apollóniai agyagedények találhatóak. A sírmellékletek között további három bronzedényt találtak, egyikük-másikuk cserepekkel és vaskésekkel volt tele. Az i. sz. 1. századból több sztélét is feltártak, az azokon ábrázolt elhunytak öltözetéből és nevéből arra következtetnek, hogy a településnek még ekkor is illír lakossága lehetett.
A közeli Seferan melletti Kerek-tó (Liqeni i Rrumbullakët) partján talált, többnyire i. e. 3. századi agyag- és terrakottafigurák alapján a régészek azt sejtik, hogy a vidék az Aphrodité-kultusz fontos helyszíne volt.